# Remigiusz Bierzanek
Remigiusz Bierzanek (ur. 10 października 1912 w Opatowie, zm. 24 listopada 1993 w Warszawie) – polski specjalista z zakresu prawa międzynarodowego publicznego, profesor nauk prawnych, poseł na Sejm PRL II i III kadencji.

## Życiorys
W latach 1932–1936 studiował prawo i ekonomię w Poznaniu i Warszawie. Stopień naukowy doktora prawa uzyskał w 1939 na podstawie napisanej pod kierunkiem Cezarego Berezowskiego dysertacji Krytyka orzecznictwa Stałego Trybunału Sprawiedliwości Międzynarodowej w zakresie ochrony mniejszości. Karierę nauczyciela akademickiego, rozpoczętą w 1938 na Wydziale Prawa Uniwersytetu Warszawskiego przerwał wybuch II wojny światowej. W 1945 otrzymał stopień docenta na podstawie rozprawy habilitacyjnej Emigracja międzynarodowa jako zagadnienie prawne. W latach 1946–1947 na Uniwersytecie Łódzkim kierował Katedrą Prawa Międzynarodowego Publicznego; w latach 1956–1957 pełnił obowiązki dziekana Wydziału Prawa Wyższej Szkoły Ekonomicznej w Łodzi, w latach 1948–1952 był jej rektorem. Od 1968 do końca życia związany był z Uniwersytetem Warszawskim, w latach 1968–1973 był dyrektorem Instytutu Nauk Politycznych UW, a w latach 1980–1981 dziekanem Wydziału Dziennikarstwa i Nauk Politycznych UW.
Opublikował wiele monografii oraz kilkadziesiąt artykułów w czasopismach krajowych i zagranicznych. W latach 1955–1957 przetłumaczył z łaciny na język polski dzieła Hugo Grocjusza De iure belli ad pacis libri tres i Mare liberum. Był członkiem Stałego Trybunału Arbitrażowego w Hadze (od 1979 do śmierci), prezesem Polskiego Towarzystwa Przyjaciół ONZ (1971–1985), prezesem polskiej Grupy International Law Asssociation (1969–1980). Członek Ogólnopolskiego Komitetu Frontu Jedności Narodu w 1958. W latach 1957–1965 był posłem na Sejm PRL z okręgów Łódź-Bałuty i Łódź-Polesie. Był członkiem Rady Naczelnej Towarzystwa Łączności z Polonią Zagraniczną „Polonia” oraz członkiem Zarządu i Prezesem Polskiego Czerwonego Krzyża.
Jego zainteresowania badawcze obejmowały takie zagadnienia jak: teoria stosunków międzynarodowych, historia prawa międzynarodowego, prawo morza, prawo spółdzielcze, ochrona praw człowieka, prawo humanitarne, prawo międzynarodowe.
Został odznaczony Orderem Sztandaru Pracy I klasy, Krzyżem Oficerskim Orderu Odrodzenia Polski, Medalem 10-lecia Polski Ludowej (1955), Odznaką Honorową PCK i honorową odznaką Polskiego Towarzystwa Ekonomicznego.
Został pochowany na terenie cmentarza Szpitala Tworkowskiego w Pruszkowie.